# كارلوس كالديرون لوبيز
كارلوس كالديرون لوبيز (بالإسبانية: Carlos Calderón López)‏ (14 أبريل 1995 في إسبانيا - ) هو لاعب كرة قدم إسباني في مركز جناح ‏. لعب مع نادي خيتافي.

## وصلات خارجية
- كارلوس كالديرون لوبيز على موقع قاعدة بيانات كرة القدم.إي يو (الإنجليزية)
- كارلوس كالديرون لوبيز على موقع Soccerway.com (الإنجليزية)